# Joseph Desha
Joseph Desha, född 9 december 1768 i Pennsylvania, död 11 oktober 1842 i Georgetown, Kentucky, var en amerikansk politiker (demokrat-republikan). Han var ledamot av USA:s representanthus 1807–1819 och Kentuckys guvernör 1824–1828.
Desha var ledamot av Kentuckys representanthus 1797 och 1799–1802. Därefter satt han i Kentuckys senat 1803–1807. År 1807 efterträdde Desha George Michael Bedinger som ledamot av USA:s representanthus. Efter sex mandatperioder i representanthuset lämnade Desha kongressen och efterträddes av Thomas Metcalfe.
Desha efterträdde 1824 John Adair som guvernör och efterträddes 1828 av Metcalfe. Desha avled 1842 och gravsattes på Georgetown Cemetery i Georgetown i Kentucky. Han var bror till Robert Desha som var ledamot av USA:s representanthus 1827–1831.